# Zdeněk Slowik
Zdeněk Slowik (* 9. října 1962) je bývalý český fotbalista, záložník. Po skončení aktivní kariéry působí jako trenér na regionální úrovni.

## Fotbalová kariéra
V československé lize hrál za TJ Sklo Union Teplice a nastoupil ve 12 utkáních. Dále hrál za VTŽ Chomutov.

## Ligová bilance
| Ročník         | Zápasy | Góly | Minuty | Klub                  |
| -------------- | ------ | ---- | ------ | --------------------- |
| 1. ČNL 1981/82 | 26     | 1    | -      | TJ Sklo Union Teplice |
| 1. ČNL 1982/83 | 19     | 0    | -      | TJ Sklo Union Teplice |
| 1983/84        | 12     | 0    | 319    | TJ Sklo Union Teplice |
| 1. ČNL 1987/88 | 16     | 0    | -      | TJ VTŽ Chomutov       |
| 1. ČNL 1988/89 | 27     | 1    | -      | TJ VTŽ Chomutov       |
| CELKEM I. LIGA | 12     | 0    | 319    |                       |